# المحياة بنت سلكان الأنصارية
المحياة بنت أبي نائلة سلكان بن سلامة بن وقش بن زغبة بن زعوراء بن عبد الأشهل الأشهلية الأنصارية وقيل: بل هي عبادة بنت أبي نائلة بن سلامة بن وقش  ابن زغبة بن زعوراء بن عبد الأشهل الأشهلية الأوسية الأنصارية صحابية جَليلة مِن الأنصار, ذكرها ابن حبيب في المبايعات وذكر عبد الله بن محمد بن عمارة الأنصاري إنها أسلمت عندما هاجر نبي الإسلام محمد للمدينة المنورة وآتت عنده وبايعته على الإسلام مع أُمها أم سهل بنت رومي الأنصارية وخالتها أم حنظلة بنت رومي الأنصارية.
وَقال محمد بن عمر الواقدي:
هي عبادة بنت أبي نائلة سلكان بن سلامة ولم يكن لسلكان بن سلامة إلا ابنة واحدة واختلف الرواة والمؤرخين في إسمها.